# Triple Crown (galoppsport)

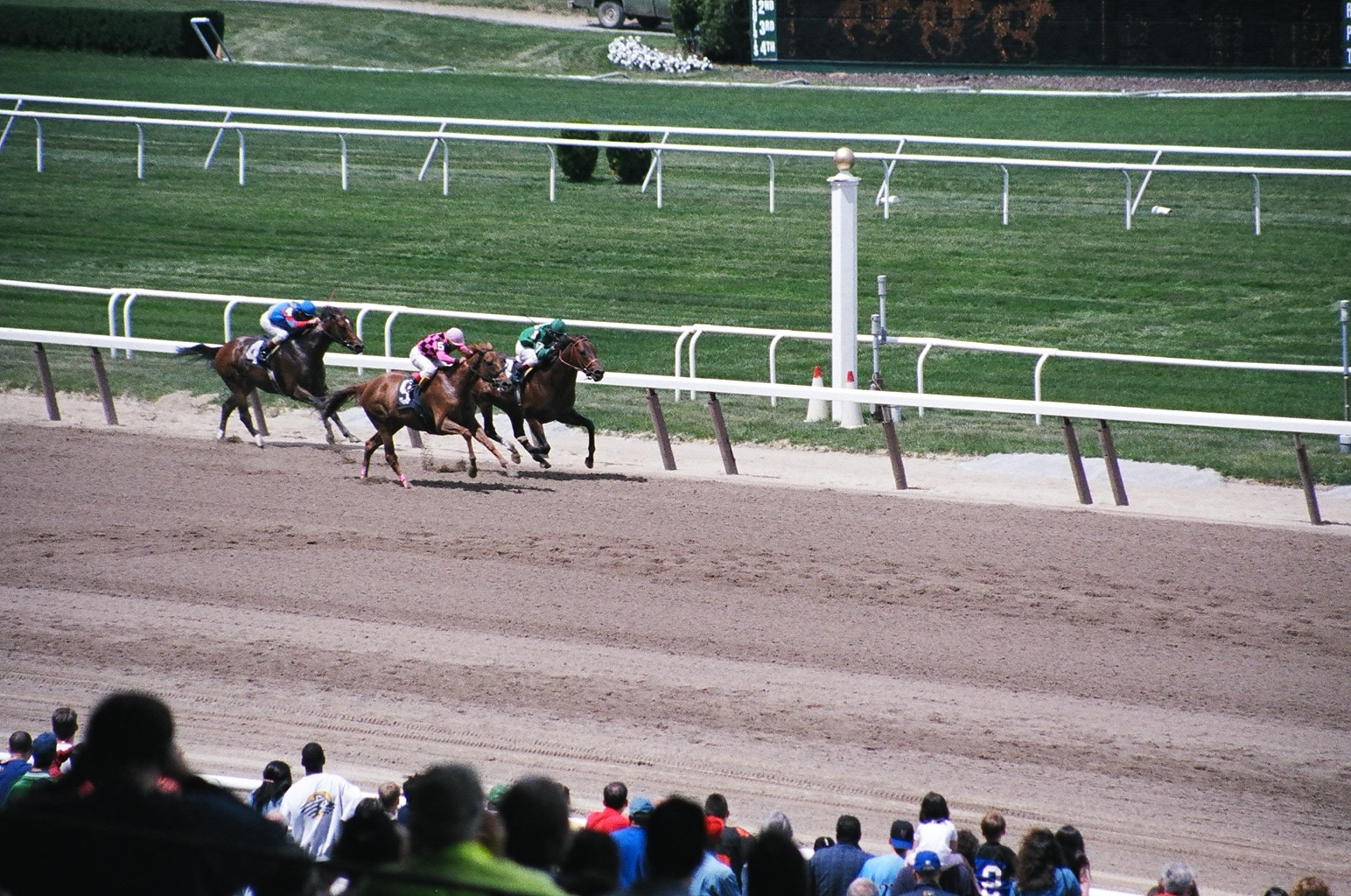
Belmont Stakes, 1999.

Triple Crown eller The Triple Crown of Thoroughbred Racing är ett stort evenemang inom galoppsporten och består av tre separata löp som löps av 3-åriga hästar. Termen används även inom travsporten.
Triple Crown är absolut störst i USA men även Storbritannien, Irland, Japan, Kanada, Chile, Hongkong och Uruguay har sina egna versioner av Triple Crown. För att vinna en Triple Crown måste en häst vinna alla tre lopp som ingår i titeln. Bland annat har den kända Secretariat vunnit Triple Crown år 1973.

## Storbritannien

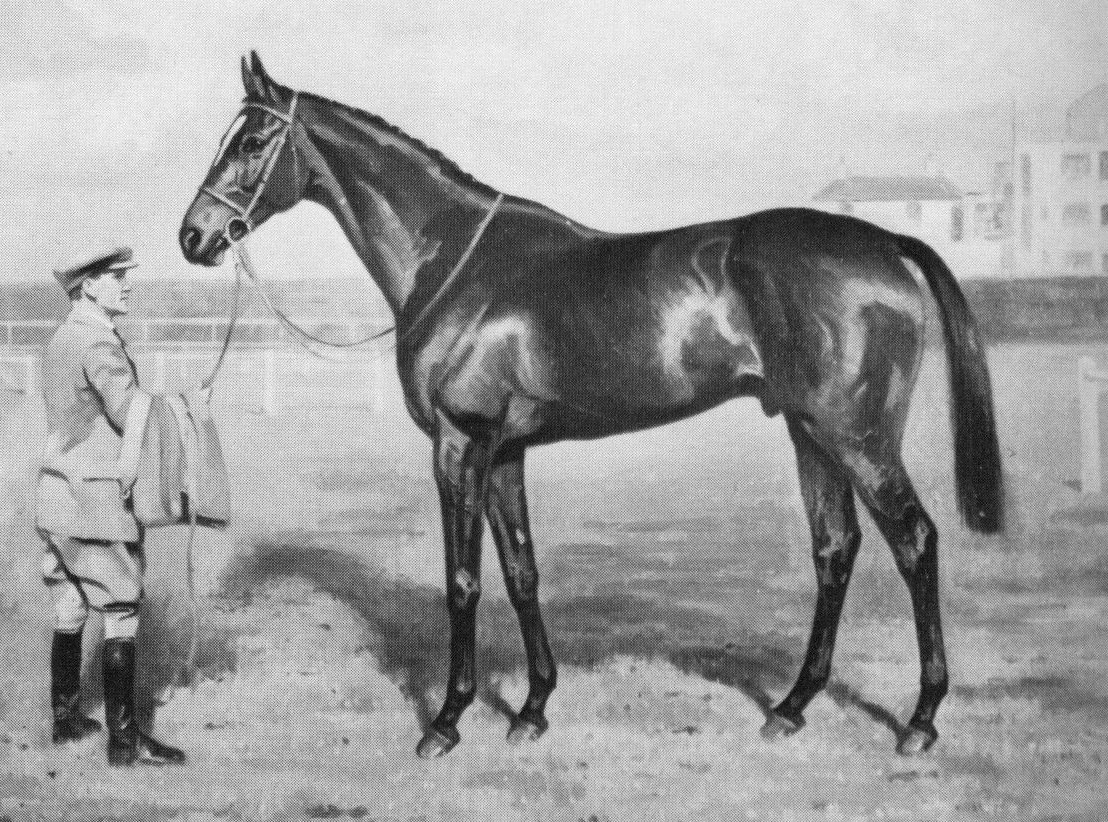
Bahram, som obesegrad tog en Triple Crown.

I Storbritannien, och främst England, började Triple Crown som en heder till galopphästen West Australian som vann de 3 största loppen år 1853. I Triple Crown ingår:
- 1. The 2000 Guineas Stakes, ett 1600 meter långt lopp i Newmarket, Suffolk.
- 2. Epsom Derby, ett 2400 meter långt lopp i Epsom, Surrey
- 3. St Leger Stakes, ett 2937 meter långt lopp i Doncaster, Yorkshire.

Endast 15 hästar har erövrat den brittiska Triple Crowntiteln på 150 år och den senaste att vinna de tre loppen var Nijinsky II som reds av Lester Piggott år 1970.

### Hästar som tagit en Triple Crown
| År    | Häst            | Jockey                         | Tränare           | Ägare                                     |
| ----- | --------------- | ------------------------------ | ----------------- | ----------------------------------------- |
| 1853  | West Australian | Frank Butler                   | John Scott        | John Bowes                                |
| 1865  | Gladiateur      | Harry Grimshaw                 | Tom Jennings, Sr. | Frédéric de Lagrange                      |
| 1866  | Lord Lyon       | Harry Custance                 | James Dover       | Richard Sutton                            |
| 1886  | Ormonde         | Fred Archer och George Barrett | John Porter       | Hugh Grosvenor, 1:e hertig av Westminster |
| 1891  | Common          | George Barrett                 | John Porter       | Sir Frederick Johnstone                   |
| 1893  | Isinglass       | Tommy Loates                   | James Jewitt      | Harry McCalmont                           |
| 1897  | Galtee More     | Charles Wood                   | Sam Darling       | John Gubbins                              |
| 1899  | Flying Fox      | Morny Cannon                   | John Porter       | Hugh Grosvenor, 1:e hertig av Westminster |
| 1900  | Diamond Jubilee | Herbert Jones                  | Richard Marsh     | Edvard VII av Storbritannien              |
| 1903  | Rock Sand       | Danny Maher                    | George Blackwell  | Sir James Miller                          |
| 1915† | Pommern         | Steve Donoghue                 | Charles Peck      | Solly Joel                                |
| 1917† | Gay Crusader    | Steve Donoghue                 | Alec Taylor, Jr.  | Alfred W. Cox                             |
| 1918† | Gainsborough    | Joe Childs                     | Alec Taylor, Jr.  | Lady James Douglas                        |
| 1935  | Bahram          | Freddie Fox och Charlie Smirke | Frank Butters     | HH Aga Khan III                           |
| 1970  | Nijinsky        | Lester Piggott                 | Vincent O'Brien   | Charles W. Engelhard, Jr.                 |

† Hästarna Pommern, Gay Crusader och Gainsborough som tog sin Triple Crown under krigstiden, räknas sällan officiellt.

## USA
Den amerikanska Triple Crown är den största och mest berömda av de tre Triple Crown-titlarna. Varje löp körs på dirttrack, istället för gräs, som annars används till stora löp på andra platser i världen. I en amerikansk Triple Crown ingår följande löp:
|            | Kentucky Derby "The Run for the Roses" | Preakness Stakes "The Run for the Black-Eyed Susans" | Belmont Stakes "The Test of the Champion" |
| ---------- | -------------------------------------- | ---------------------------------------------------- | ----------------------------------------- |
| Datum      | Första söndagen i maj                  | Tredje lördagen i maj                                | Tredje söndagen efter Preakness Stakes    |
| Bana       | Churchill Downs                        | Pimlico Race Course                                  | Belmont Park                              |
| Plats      | Louisville, Kentucky                   | Baltimore, Maryland                                  | Elmont, New York                          |
| Distans    | 1 ⁄4 miles (2 000 m)                   | 1 3⁄16 miles (1 910 m)                               | 1 ⁄2 miles (2 400 m)                      |
| Först kört | 1875                                   | 1873                                                 | 1867                                      |
| Trofé      | Kentucky Derby Trophy                  | Woodlawn Vase                                        | August Belmont Trophy                     |

Triple Crown börjar med Kentucky Derby som löps den första lördagen i maj och Preakness som går två veckor senare. Belmont Stakes löps 3 veckor efter Preakness Stakes. Den amerikanska Triple Crown-titeln började användas 1930 när galopphästen Gallant Fox vann alla de tre löp och sportskribenten Charles Hatton kallade det Triple Crown. Totalt har endast 13 hästar erövrat titeln.

### Hästar som tagit in Triple Crown

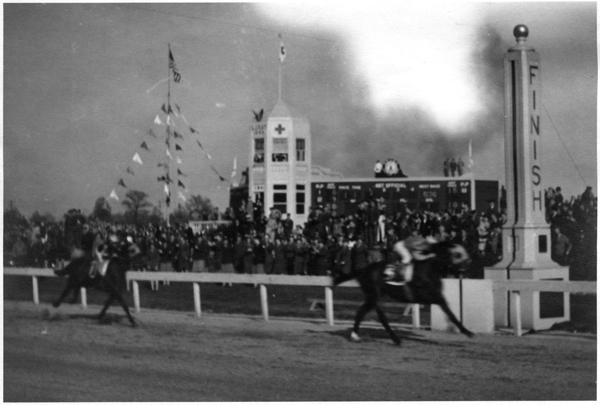
Sjätte segraren, Count Fleet, i 1943 års Kentucky Derby.

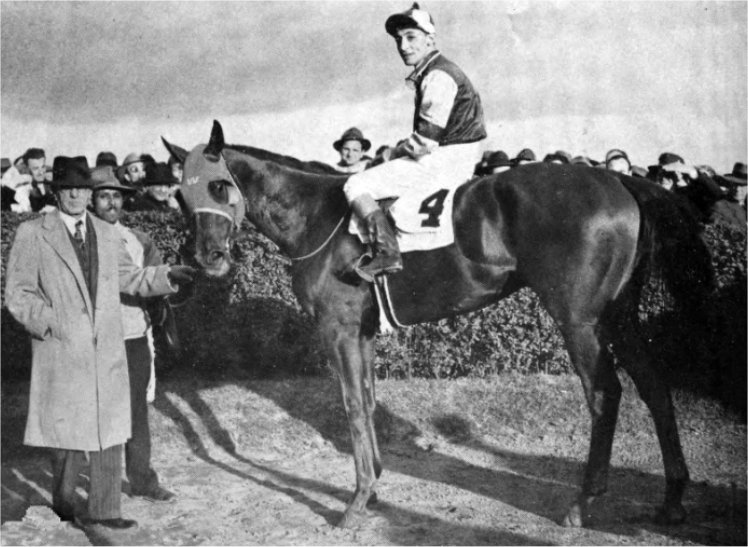
Sjunde segraren, Assault, med jockeyn Warren Mehrtens, 1946.

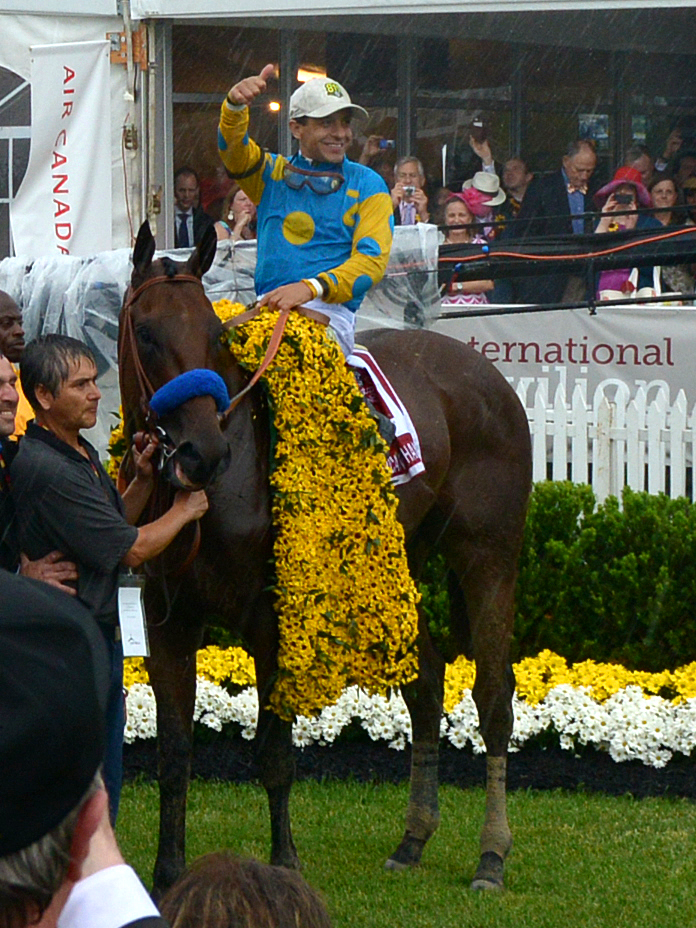
Tolfte segraren, American Pharoah, vid Preakness Stakes 2015.

| År | Häst             | Jockey             | Tränare                | Ägare                                                                      | Uppfödare        | Färger           |
| --- | ---------------- | ------------------ | ---------------------- | -------------------------------------------------------------------------- | ---------------- | ---------------- |
| 1919 | Sir Barton       | Johnny Loftus      | H. Guy Bedwell         | J. K. L. Ross                                                              | John E. Madden   |                  |
| 1930 | Gallant Fox      | Earl Sande         | Jim Fitzsimmons        | Belair Stud                                                                | Belair Stud      |                  |
| 1935 | Omaha            | Willie Saunders    | Jim Fitzsimmons        | Belair Stud                                                                | Belair Stud      |                  |
| 1937 | War Admiral      | Charley Kurtsinger | George H. Conway       | Samuel D. Riddle                                                           | Samuel D. Riddle |                  |
| 1941 | Whirlaway        | Eddie Arcaro       | Ben A. Jones           | Calumet Farm                                                               | Calumet Farm     |                  |
| 1943 | Count Fleet      | Johnny Longden     | Don Cameron            | Fannie Hertz                                                               | Fannie Hertz     |                  |
| 1946 | Assault          | Warren Mehrtens    | Max Hirsch             | King Ranch                                                                 | King Ranch       | Assault          |
| 1948 | Citation         | Eddie Arcaro       | Horace A. Jones        | Calumet Farm                                                               | Calumet Farm     |                  |
| 1973 | Secretariat      | Ron Turcotte       | Lucien Laurin          | Meadow Stable                                                              | Meadow Stud      |                  |
| 1977 | Seattle Slew     | Jean Cruguet       | William H. Turner, Jr. | Mickey and Karen L. Taylor, Tayhill Stable/Jim Hill, et al.                | Ben S. Castleman |                  |
| 1978 | Affirmed         | Steve Cauthen      | Laz Barrera            | Harbor View Farm                                                           | Harbor View Farm | Affirmed         |
| 2015 | American Pharoah | Victor Espinoza    | Bob Baffert            | Ahmed Zayat                                                                | Zayat Stables    | American Pharoah |
| 2018 | Justify          | Mike Smith         | Bob Baffert            | China Horse Club, Head of Plains Partners, Starlight Racing & WinStar Farm | John D. Gunther  | och †            |
| † Justify använde färgerna för WinStar Farm (vit med grön och svart stjärna) i Kentucky Derby och Preakness Stakes. Färgerna för China Horse Club (röd med gula stjärnor och ärmar), användes i Belmont Stakes. |                  |                    |                        |                                                                            |                  |                  |

## Irland
Irlands modell av Triple Crown var helt och hållet baserat på det engelska systemet. I det Irländska Triple Crown ingår:
- 1. The Irish 2000 Guineas
- 2. The Irish Derby
- 3. The Irish St Leger

Alla de tre loppen löps på banan Curragh i Newbridge i countyt Kildare. Endast två hästar har erövrat den irländska Triple Crown-titeln sedan starten 1921, Museum (1935) och Windsor Slipper (1942).

## Kanada
Kanada började använda beteckningen Triple Crown år 1959 och den omfattar loppen:
- 1. Queens plate i Toronto under juni månad
- 2. Prince of Wales Stakes i Fort Erie i Ontario under juli månad
- 3. Breeders' Stakes i Toronto under augusti månad.

Det långa tidsavståndet mellan loppen gör att den kanadensiska Triple Crown-titeln anses vara lättare att uppnå då hästarna hinner vila upp sig och förbereda sig mellan loppen. Hela sju hästar har erövrat titeln under 49 år, senast var år 2003 av hästen Wando.

## Japan

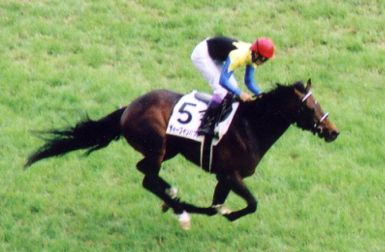
Hästen Deep Impact strax innan han vann deltävlingen Tokyo Yushun 2005

De tre löpen i en japansk Triple Crown är Satsuki Sho i Funabashi, Tokyo Yushun i Tokyo och Kikuka Sho i Kyoto. Åtta hästar har erövrat den japanska titeln sedan den började användas 1941.
Japan har även en ytterligare Triple Crown-titel specifikt för ston.
| Nr | År   | Häst           |
| -- | ---- | -------------- |
| 1  | 1941 | St Lite        |
| 2  | 1964 | Shinzan        |
| 3  | 1983 | Mr. C.B.       |
| 4  | 1984 | Symboli Rudolf |
| 5  | 1994 | Narita Brian   |
| 6  | 2005 | Deep Impact    |
| 7  | 2011 | Orfevre        |
| 8  | 2020 | Contrail       |

## Chile
I Chile finns däremot ingen känd vinnare av Triple Crown än så länge. De tre loppen är Clásico El Ensayo i Santiago de Chile, Clásico St Leger i Independencia och El Derby i Valparaiso.

## Hongkong
Hongkongs tre lopp hålls alla på samma bana kallad Sha Tin Racecourse men loppen är olika långa. Stewards Cup omfattar 1600 meter och hålls i januari. Gold Cup är på 2000 meter och hålls i februari medan Champions & Chater Cup omfattar 2400 meter och hålls först i maj. Hittills har bara en enda häst varit värdig titeln, hästen River Verdon som vann de tre loppen år 1994.

## Sverige
En svensk Triple Crown består av:
1. Svenskt Derby
2. Jockeyklubbens Jubileumslöpning (Svenskt 2000 Guineas)
3. Svenskt St. Leger

Tre hästar har lyckats ta en svensk Triple Crown::
- Birgit, 1940
- Coast Guard, 1952
- Homosassa, 1985

En svensk Triple Crown för ston består av:
1. Dianalöpning (Svenskt 1000 Guineas)
2. Svenskt Oaks
3. Svenskt St. Leger

Endast ett sto har lyckats att segra i alla tre löpen, Wonderbird, 1953.

## Uruguay
Uruguay har de tre loppen Gran Premio Polla de Potrillos, Gran Premio Jockey Club och Gran Premio Nacional. Endast en häst som vunnit titeln i Uruguay har fått uppmärksamhet utanför landet. 2005 års vinnare Invasor vann titeln och såldes till finansministern i Dubai, Hamdan bin Rashid Al Maktoums galoppstall i Dubai. Därifrån skickades Invasor till USA där han vann flera större lopp och blev toppklassad.

## Venezuela
I Venezuela kan man referera till två olika Triple Crowns:
- Venezuelan Official Triple Crown
  - Clásico José Antonio Páez, rids på Hipódromo La Rinconada i Caracas
  - Clásico Cría Nacional (tidigare Clásico Ministerio de Agricultura y Cría), rids på Hipódromo La Rinconada i Caracas
  - Clásico República de Venezuela (Venezuelanska Derbyt), rids på Hipódromo La Rinconada i Caracas
- Venezuelan Fillies' Triple Crown
  - Clásico Hipódromo La Rinconada, rids på Hipódromo La Rinconada i Caracas
  - Clásico Prensa Hípica Nacional, rids på Hipódromo La Rinconada i Caracas
  - Clásico General Joaquín Crespo, rids på Hipódromo La Rinconada i Caracas

Hästar som lyckats vinna en venezuelansk Triple Crown:
| År   | Häst          | Jockey                | Tränare          |
| ---- | ------------- | --------------------- | ---------------- |
| 1960 | Gradisco      | Manuel Camacaro       | Leopoldo Márquez |
| 1972 | El Corsario   | José Luís Vargas      | Eduardo Azpúrua  |
| 1985 | Iraquí        | Juan Vicente Tovar    | Daniel Pérez     |
| 1992 | Catire Bello  | Douglas Valiente      | Iván Calixto     |
| 2005 | Polo Grounds  | Emisael Jaramillo     | Carlos Regalado  |
| 2007 | Taconeo       | Emisael Jaramillo     | Gustavo Delgado  |
| 2008 | El Gran Cesar | Santiago González     | Antonio Machado  |
| 2010 | Water Jet     | Emisael Jaramillo     | Gustavo Delgado  |
| 2020 | Raffsttar     | Jean Carlos Rodríguez | Nelson Castillo  |

Följande hästar har segrat i Filly Triple Crown:
- Lavandera, 1971
- Segula C., 1974
- Blondy, 1978
- Gelinotte, 1980
- Lady and Me, 1991
- Cantaura, 1992
- Miss Marena, 1994
- Starship Miss, 1999
- Front Stage, 2000
- Bambera, 2009
- Ninfa del Cielo, 2014
- Afrodita de Padua, 2019